# Династија Васа
Династија Васа (швед. Vasa, Vasaätten; пољ. Wazowie; литв. Vaza, Vazos) је била владарска породица са почетка новог века, основана 1523. у Шведској, која је владала Шведском од 1523. до 1654, Пољском-литванском заједницом од 1587. до 1668. и Руским царством од 1610. до 1613. (титуларно све до 1634). Њена агнатска линије је изумрла са смрћу пољског краља Јана II Казимира 1672.
Династија Васа је потицала од шведске племићке породице из 14. века, чије агнатска линије иде све до Нилса Кетилсона (Васе) (умро 1378), фогда замка Тре Кронор у Стокхолму. Неколико чланова ове породице је заузимало високое положаје током 15. века. Након укидања Калмарске уније, Густаф Ериксон (Васа) је 1523. постао краљ Густаф I, чиме је основана династија. Његова владавина се понекад назива почетком модерне шведске државе, што је обухватало краљев раскид са Римокатоличком црквом током Протестанске реформације и оснивања Цркве Шведске.
Његовог најстаријег сина и наследника Ерика XIV је збацио Густафов млађи син, краљ Јуан III. Јуан III је оженио пољску принцезу Катарину Јагелонску, што је довело да династија Васа постане владарска династија Пољске. Њихов католички син Сигисмунд III Васа, у то време владар краткотрајне Пољско-шведске уније, је збачен у Шведској од Јуановог протестантског брата Карла IX у Рату против Сигисмунда. Династија се поделила на протестански шведски огранак и католички пољски, који су се борили за круне у потоњим ратовима.
Учешће познатог протестантског генерала и краља Густафа Адолфа у Тридесетогодишњеем рату је довело до казивања да је он отелотворење „Лава са Севера”. Ипак, његова кћерка и наследница Кристина Шведска је абдицирала 1654. након што се преобратила на католицизам и емигрирала у Рим. У Пољској је Јан II Казимир абдицирао 1668. Са његовом смрћу 1672, династија Васа је изумрла, мада садашњи краљ Шведске Карл XVI Густаф, је потомак Густафа I преко своје прабаке по оцу Викторије Баденске.